# 衝突
衝突（しょうとつ、ドイツ語: Stoß、英語: collision）とは、運動している2つの物体が接触し、ごく短時間に撃力を相互に及ぼし合う物理的な現象。そこから派生して、相反する立場・利害などがぶつかって争いとなることも衝突と呼ぶ。

## 物理的な衝突
2つの物体の1次元衝突を考える。衝突が発生する前の片方の物体の相対速度をu とすれば、衝突の後の相対速度u ' は
{\displaystyle u'=-eu}
となる。ここでe は反発係数と呼ばれる。反発係数は0から1の間の値をとり、e = 1であれば運動エネルギーが保存される完全弾性衝突であるといわれる。完全弾性衝突ではない場合、運動エネルギーは部分的に熱エネルギーなどに変換され、散逸する。

## 海難事故における衝突
衝突は最も多い海難事故と言われ、「船舶が航行中または停泊中に他の船舶と衝突または接触し、いずれかの船舶に損傷が生じた場合」と「船舶が岸壁、桟橋、灯浮標に衝突または接触し、船舶または船舶と施設両方に損傷した場合」と定められている。

## ネットワークにおける衝突
OSI参照モデルの第一層（物理層）で、伝送路ネットワークの信号がぶつかることを「衝突」（コリジョン）と呼ぶ。
衝突した信号は破壊されてしまうため、TCP/IPのTCPなど、信頼性を必要とする通信プロトコルでは再送が必要となる。

## 人間関係における衝突
人間関係における対立は、衝突とも呼ばれる。不健全な会話は慎み、衝突につながる質問には答えられるように準備しておくこと。そもそも衝突中に人が考えを変えることはほぼ不可能であり、衝突につながる質問には答える必要がないことを注意する、衝突につながる質問であることを周囲から警告してもらう、休憩を取る、事前に明確な時間制限を与える、相手に優しく接する、パーティーの目的はお祝いだと覚えておく、などで衝突を回避することは十分に可能なのである。